# Ante Tresić-Pavičić
Ante Tresić-Pavičić (10. července 1867 Vrbanj – 26. října 1949 Split) byl rakouský politik a spisovatel chorvatské národnosti z Dalmácie, na počátku 20. století poslanec Říšské rady.

## Biografie
Byl spisovatelem v Sutivanu. Studoval filozofii na Vídeňské univerzitě. Sloužil jako jednoroční dobrovolník v armádě, kde dosáhl hodnosti desátníka. Byl poslancem Dalmatského zemského sněmu. V zemském sněmu zastupoval kurii měst, obvod Hvar a Starigrad. Na sněm usedl poprvé roku 1905. Podle jiného zdroje byl poslancem v letech 1904–1918. Zasedal zde nejprve za Stranu práva (Stranka prava), pak za Chorvatskou stranu (Hrvatska stranka).
Působil i jako poslanec Říšské rady (celostátního parlamentu Předlitavska), kam usedl ve volbách do Říšské rady roku 1907, konaných poprvé podle všeobecného a rovného volebního práva. Byl zvolen za obvod Dalmácie 08. Mandát obhájil ve volbách do Říšské rady roku 1911. Po volbách roku 1907 byl uváděn coby člen poslaneckého klubu Svaz Jihoslovanů, po volbách v roce 1911 byl členem Dalmatského klubu.

## Dílo
- Glasovi s mora jadranskoga (1891.)
- Izgubljeni ljudi (1893.)
- Nove pjesme (1894.)
- Ljutovid Posavski (1894.)
- Po Lici i Krbavi (1895.)
- Simeon Veliki (1897.)
- Pobjeda kreposti (1898.)
- Katarina Zrinjska (1899.)
- Gjuli i sumbuli (1900.)
- Moć ljepote (1902.)
- Valovi misli i čuvstava (1903.)
- Sutonski soneti (1904.)
- Po Ravnim kotarima (1906.)
- Preko Atlantika do Pacifika (1907.)
- Finis reipublicae (1909.)
- Plavo cvieće (1928.)
- Gvozdansko (1940., publikováno 2000.)
- Sudbina izdajice